# Georg Hettich
Georg Hettich (Furtwangen im Schwarzwald, 12 ottobre 1978) è un ex combinatista nordico tedesco.

## Biografia
Uno degli elementi di punta della nazionale di combinata nordica tedesca nei primi anni degli anni duemila, Georg Hettich esordisce nel Circo bianco ai Mondiali juniores del 1997, disputati a Canmore, in Canada, vincendo la medaglia d'argento nella gara a squadre K89/staffetta 3x5 km. Il 3 gennaio 2000 debutta in Coppa del Mondo a Schonach, in Germania, giungeno 20° in un'individuale dal trampolino normale.
Nel 2002 partecipa ai XIX Giochi olimpici invernali di Salt Lake City 2002, negli Stati Uniti, aggiudicandosi l'argento nella competizione a squadre K90/staffetta 4X5 km. L'anno seguente ai Mondiali della Val di Fiemme, in Italia, conquista l'argento nella medesima specialità (K95/staffetta 4x5 km), medaglia che otterrà anche nella successiva edizione del 2005 (HS137/staffetta 4x5 km). L'apice della carriera giunge nella stagione successiva ai XX Giochi olimpici invernali di Torino 2006, durante i quali Hettich conquista l'oro nell'individuale K95/15 km, l'argento nella gara a squadre K95/4x5 km e il bronzo nella sprint K120/7,5 km.
L'atleta tedesco ha inoltre collezionato undici podi individuali in Coppa del Mondo, riuscendo però a salire sul gradino più alto solo in gare a squadre. Ha annunciato il suo ritiro il 23 marzo 2010.

## Palmarès

### Olimpiadi
- 4 medaglie:
  - 1 oro (individuale a Torino 2006)
  - 2 argenti (gara a squadre a Salt Lake City 2002; gara a squadre a Torino 2006)
  - 1 bronzo (sprint a Torino 2006)

### Mondiali
- 2 medaglie:
  - 2 argenti (gara a squadre a Val di Fiemme 2003; gara a squadre a Obertsdorf 2005)

### Mondiali juniores
- 1 medaglia:
  - 1 argento (gara a squadre a Canmore 1997)

### Coppa del Mondo
- Miglior piazzamento in classifica generale: 6º nel 2003 e nel 2006
- 17 podi (11 individuali, 6 a squadre):
  - 2 vittorie
  - 7 secondi posti
  - 8 terzi posti

#### Coppa del Mondo - vittorie
| Data            | Località | Nazione  | Trampolino             | Spec.                                                            |
| --------------- | -------- | -------- | ---------------------- | ---------------------------------------------------------------- |
| 3 gennaio 2009  | Schonach | Germania | Langenwaldschanze HS96 | T NH/4x5 km (con Eric Frenzel, Björn Kircheisen e Tino Edelmann) |
| 24 gennaio 2010 | Schonach | Germania | Langenwaldschanze HS96 | T NH/4x5 km (con Eric Frenzel, Björn Kircheisen e Tino Edelmann) |

Legenda:

T = gara a squadre

NH = trampolino normale